# Санто-Томе (Хаен)
Санто-Томе (ісп. Santo Tomé) — муніципалітет в Іспанії, у складі автономної спільноти Андалусія, у провінції Хаен. Населення — 2486 осіб (2010).
Муніципалітет розташований на відстані близько 270 км на південь від Мадрида, 65 км на північний схід від Хаена.
На території муніципалітету розташовані такі населені пункти: (дані про населення за 2010 рік)
- Агрупасьйон-де-Санто-Томе: 59 осіб
- Санто-Томе: 2377 осіб
- Арройос-Пласа: 22 особи
- Лас-Ерікас: 28 осіб

## Демографія
Динаміка населення (INE ):

## Галерея зображень

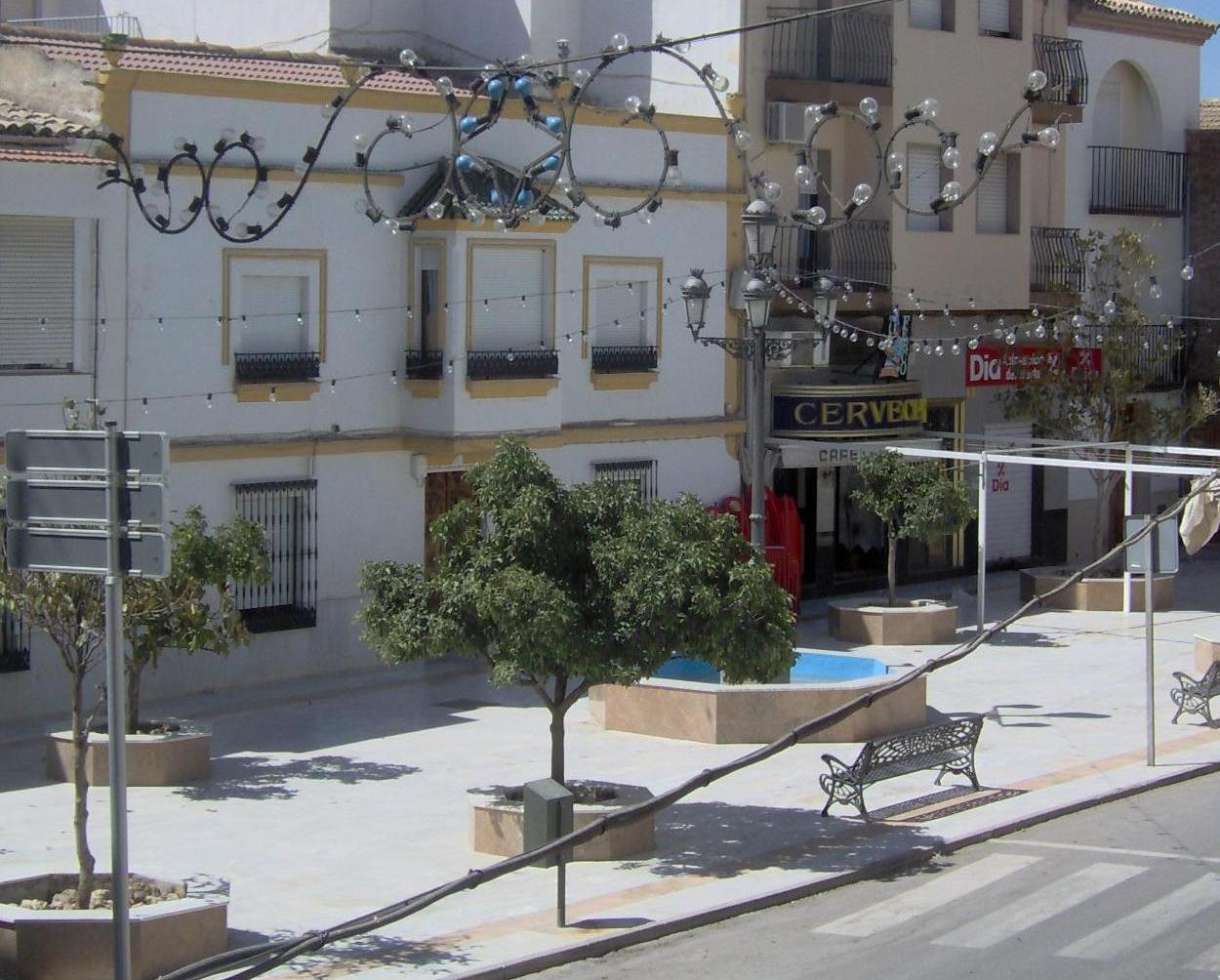
Пласа-де-Еспанья